# راجحية
الرَّاجِحِيَّة في الإلهيات والفلسفة هي عقيدة يونانية قديمة للشك الأكاديمي. وهي مذهب فلسفي اجتماعي يقول بإباحة السلوك وفقًا للرأي الراجح.